# هنريك كرون
هنريك كرون (بالبوكمول: Henrik Krohn) هو كاتب ومحرر وشاعر نرويجي، ولد في 10 مايو 1826 في برغن في النرويج، وتوفي في 14 يونيو 1879 في Sogndal ‏ في النرويج.